# Peter Scheeren

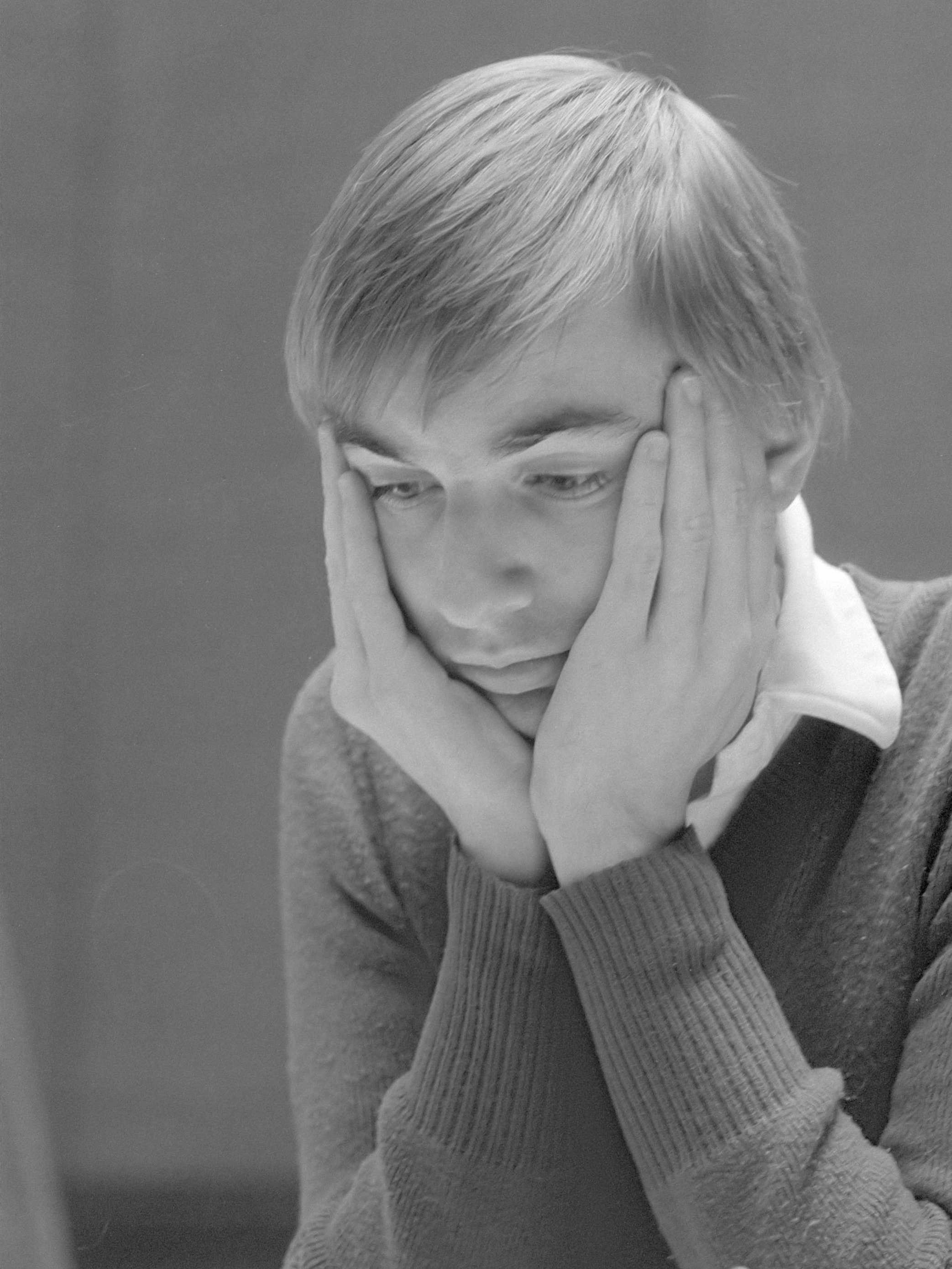
Peter Scheeren (1984)

Peter Scheeren (30 juli 1955) is een Nederlandse schaker. Hij is een  internationaal meester (IM). 
In 1974 eindigde hij met 6 pt. uit 9 als 3e op het door Roy Dieks gewonnen Nederlands kampioenschap voor schakers tot 20 jaar. In 1982 was hij 2e en in 1984 3e bij het Nederlands kampioenschap schaken.
In 1983 nam Scheeren deel aan het achtste Europees kampioenschap schaken voor landenteams in Plovdiv (Bulgarije); hij speelde aan het vijfde bord en behaalde 1.5 pt. uit 5. Het team werd vijfde.
Hij speelde in 1984 mee in de 26e Schaakolympiade (in Thessaloniki, Griekenland) en behaalde daar 4½ punt, gelijk met Hans Ree en 1 punt meer dan Paul van der Sterren. In datzelfde jaar beëindigde hij zijn schaakcarrière om zich geheel te richten op zijn baan als programmeur.
In 2004 werd hij echter lid van schaakvereniging Messemaker 1847 in Gouda, en werd daar tevens trainer van de jeugd.